# Hohen Wedderstedt
Hohen Wedderstedt ist eine Wüstung im Landkreis Harz in Sachsen-Anhalt. Sie liegt südöstlich der Stadt Wegeleben.

## Geschichte
Zum Dorf Hohen Wedderstedt gehörte eine Feldmark von ca. 57 Hufen Landes, in deren Mitte der Ort lag. Die Feldfluren grenzten an Groß- und Klein-Ditfurt, Wegeleben und Rodersdorf. Mitten im Ort lag die Eulenburg. Im Zuge der Auseinandersetzungen mit Bernhard von Askanien wurden die Eulenburg und das Dorf Hohen Wedderstedt im Jahre 1301 zerstört. Die Burg wurde nicht mehr aufgebaut. Die Reste des zwischenzeitlich für 700 Rheinische Gulden an die Herrn von Neindorf verpfändeten, im Bistum Halberstadt gelegenen Dorfes Hohen Wedderstedt verkaufte Bischof Gebhard von Halberstadt im Jahre 1460 an die Kirche St. Peter und Paul in Wegeleben. Bürger von Wegeleben erhielten später Grundstücke auf der früheren Feldflur des Ortes und entrichteten dafür Erbenzinsen.
Im Zuge der Kolonisation unter König Friedrich II. von Preußen kam im Jahre 1751 die Idee zur Wiederbesiedlung des Dorfes Hohen Wedderstedt und seiner Unterstellung unter das verpachtete preußische Domänenamt Rodersdorf auf. Da sich aber die meisten Grundstücke im Privatbesitz von Bürgern aus Wegeleben befanden, nahm die Kriegs- und Domänenkammer zu Halberstadt Abstand von der Umsetzung einer Wiederbesiedlung von Hohen Wedderstedt. Zum damaligen Zeitpunkt war noch ein Brunnen an der Stelle des Dorfes erhalten.